# (9081) Hideakianno
(9081) Hideakianno est un astéroïde de la ceinture principale.

## Description
(9081) Hideakianno est un astéroïde de la ceinture principale. Il fut découvert le 3 novembre 1994 à Kuma Kogen par Akimasa Nakamura. Il présente une orbite caractérisée par un demi-grand axe de 2,97 UA, une excentricité de 0,03 et une inclinaison de 8,8° par rapport à l'écliptique.

## Compléments